# Nocara
Nocara – miejscowość i gmina we Włoszech, w regionie Kalabria, w prowincji Cosenza.
Według danych na rok 2004 gminę zamieszkiwały 594 osoby, 18 os./km².